# باروخ حاجاي

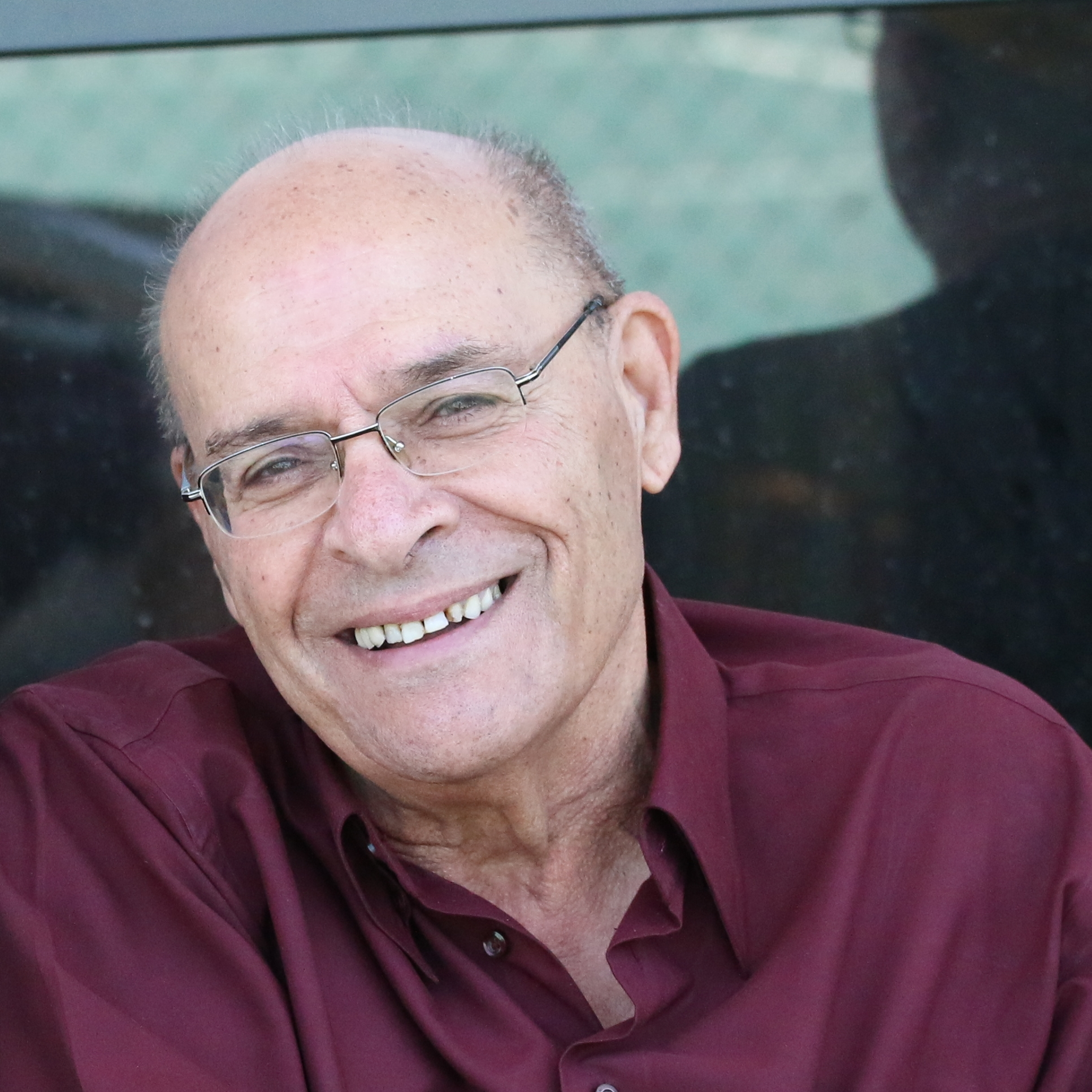
باروخ حاجاي في العام 2016

باروخ حاجاي (بالعبرية: ברוך חגאי‏) (من مواليد 1944) هو بطل إسرائيلي للمعاقين.

## النشأة
ولد حاجاي في طرابلس في ليبيا إلى عائلة يهودية تتكون من 13 فرد. وفي سن الثانية أصيب بشلل الأطفال، وبعد خمس سنوات هاجرت عائلته لإسرائيل. استقرت العائلة في تل أبيب، حيث عولج حاجاي بشلل الأطفال في إسرائيل لأول مرة. تم تدريب حاجاي كفني، وفي الأعوام 1960-2000 عمل فنيًا ومديرًا لمشروع في مصنع لتصنيع الحافلات.

## مسيرة كرة السلة وتنس الطاولة
كان أول من انضم إلى المركز الرياضي الإسرائيلي للمعاقين في عام 1960 وكان نشطًا في كرة السلة على الكراسي المتحركة وتنس الطاولة. شارك على مر السنين في 224 مباراة دولية لكرة السلة نيابة عن المنتخب الإسرائيلي و66 مباراة دولية نيابة عن المركز. في تنس الطاولة فاز بأربع ميداليات ذهبية متتالية في دورة الألعاب البارالمبية.
بعد تقاعده، انضم حاجاي إلى المركز الرياضي كمدرب رئيسي.

## جوائز
في عام 1986، أُعلن حاجاي «رجل السلام» نيابة عن اللجنة الأولمبية الدولية.
في عام 2001، حصل على جائزة إسرائيل، للرياضة، تقديرًا لسنوات طويلة من التفوق في الرياضة المعوقة.

## روابط خارجية
- hagai's profile on paralympic.org
- هاجاي على موقع المركز الرياضي الإسرائيلي للمعاقين